# Fonction (entreprise)
Pour les articles homonymes, voir Fonction.
Une fonction est, au sein d'une entreprise, un groupe d'opérations regroupant des expertises, des métiers, des spécialités voisines susceptibles de constituer un département ou service.
C'est Henri Fayol qui a introduit cette notion dans son Administration industrielle et générale.
Les fonctions de l'entreprise sont à la base de la départementalisation de celle-ci dans le cadre d'une structure fonctionnelle.
Il faut bien les distinguer de leurs homonymes les fonctions de direction ou de management (planifier, organiser, commander, etc)

## « Les fonctions essentielles»
Henri Fayol pensait — dans le contexte d'une mine de charbon, dans les années 1870-1910 — que six groupes d'opérations, les fonctions essentielles, se retrouvent dans toutes les entreprises :
- La fonction technique ;
- La fonction commerciale ;
- La fonction financière ;
- La fonction de sécurité ;
- La fonction de comptabilité ;
- La fonction administrative.

## Les fonctions d'une entreprise d'aujourd'hui
Le nombre des fonctions s'est multiplié et  pour reprendre la terminologie de Fayol, les fonctions essentielles, celle dont on retrouve les responsables au comité de direction sont très différentes d'une entreprise à l'autre, de Total où l'exploration est une fonction clé dont le responsable est au comité exécutif  à Apple où le design est une fonction clé dirigé par un des quatre senior vice-présidents : Jonathan Ive.

### Inventaire
La plupart des auteurs citent toujours les mêmes quatre fonctions, les donnent pour acquises : la production, la commercialisation, la finance et les ressources humaines ,
On admet traditionnellement qu'elles sont au nombre de huit (regroupant des sous-fonctions)  :
- la fonction direction et administration générale [6] ;
- La fonction achat ;
- La fonction finance et comptabilité ;
- la fonction logistique .
- La  fonction marketing et commerciale ;
- la fonction production ;
- la fonction recherche et développement ;
- La fonction ressources humaines.

Le statut de l'innovation est discuté.

### Définition
Intégration efficace de la planification, de l’organisation et du contrôle.
Des fonctions essentielles, soit logiques, soit inattendues :
- Apple ou Samsung: une fonction « Design »
- Google : une fonction « Juridique »
- Total : une fonction « Exploration  »